# Гребля Сіді-Мухамед-Бенауда
Гребля Сіді-Мухамед-Бенауда (Sidi M'hamed Ben Aouda) – гідротехнічна споруда на півночі Алжиру.
Греблю спорудили в 1973 – 1977 роках на уеді Міна (Mina), який впадає ліворуч до уеду Челіф безпосередньо перед тим, як Челіфів починає прориватись через прибережний хребет Тель-Атласу, щоб досягнути Середземного моря за сім десятків кілометрів на схід від Орану. При цьому можливо відзначити, що вище по течії на Міні споруджена гребля Бахада. Водозбірний басейн вище від споруди складає 6048 км2, а її головним призначенням є іригація та водопостачання.
В межах проекту долину уеду перекрили земляною греблею із глиняним ядром висотою 64 метра, довжиною 890 метрів та шириною від 10 (по гребеню) до 200 (по основі) метрів, яка потребувала 5,3 млн м3 матеріалу. Комплекс включає водоскид, здатний пропускати під час повені 4400 м3/с, та нижній волоспуск продуктивністю 355 м3/с.
Гребля утворила водосховище об’ємом 241 млн м3 при нормальному рівні на позначці 180 метрів НРМ (під час повені цей показник може зростати до 186,5 метра НРМ, при тому що гребінь греблі знаходитьс на позначці 188,5 метра НРМ). Об’єм сховища швидко скорочувався через замулення, яке при проектних 1 млн м3 на рік становило 4 млн м3.